# Jane McLean
Jane McLean, pseudonimo di Jane Gregorio (Canada, 1982), è un'attrice filippina naturalizzata canadese.
È nata a Manila, nelle Filippine ma è cresciuta a Toronto.
È attiva dal 2001 ed è nota per aver interpretato Charisse in Un amore all'improvviso.